# Simo Valakari
Simo Valakari, né le 28 avril 1973 à Helsinki, est un footballeur puis entraîneur finlandais. Il évolue au poste de milieu de terrain du milieu des années 1990 à la fin des années 2000. Il est depuis entraîneur.
Après des débuts au KäPa Helsinki, il joue ensuite au MyPa 47, au Motherwell FC, à Derby County, au FC Dallas avant de terminer sa carrière au TPS Turku. Il compte 31 sélections en équipe nationale.
Reconverti entraîneur, il dirige l'Åbo IFK puis, entre 2012 et 2017, le SJK Seinäjoki avec qui il remporte le championnat de Finlande en 2015.

## Biographie
Après avoir commencé sa carrière avec le KäPa Helsinki, équipe de sa ville natale, où il joue pendant deux ans, il rejoint le MyPa 47 Anjalankoski pour encore deux saisons. 
En 1996, il rejoint l'équipe écossaise de Motherwell, club où il reste quatre saisons. 
En 2000, il rejoint le club anglais de Derby County avant de rejoindre en 2004 le Dallas Burn, qui change de nom l'année suivante pour « FC Dallas ». 
En 2007, il retourne en Finlande pour jouer avec le TPS Turku pendant trois saisons avant de prendre sa retraite.
Il devient entraîneur en 2010 de l'Åbo IFK puis entraîne les jeunes du Käpylän Pallo de 2011 à 2012.
En 2012 il devient entraîneur du SJK Seinäjoki avec qui il remporte le championnat de Finlande en 2015.
En juillet 2017 il remplace Bård Flovik à la tête du club de première division norvégienne du Tromsø IL alors que celui-ci ne compte que quatorze points après quatorze matchs joués) (soit quasiment la moitié des trente matchs que comporte une saison, ce qui place le club en situation de relégable (quinzième sur seize). Le club se sauve finalement en terminant onzième avec trente-huit points.

## Vie personnelle
Simo Valakari est le père du footballeur finlandais Onni Valakari.

## Palmarès d'entraîneur
- Championnat de Finlande
  - Vainqueur : 2015

- Coupe de la Ligue finlandaise
  - Vainqueur : 2014

- Ykkönen
  - Champion : 2013